# The Kidnapping Day
The Kidnapping Day (en hangul, 유괴의 날; en hanja, 誘拐의 날; romanización revisada, Yugoe-ui nal; literalmente, «Día del secuestro») es una serie de televisión surcoreana dirigida por Park Yoo-young y protagonizada por Yoon Kye-sang, Park Sung-hoon, Yu-na, Kim Shin-rok, Kim Sang-ho, Seo Jae-hee y Kang Young-seok. Se emitió por el canal ENA desde el 13 de septiembre hasta el 19 de octubre de 2023, en horario de miércoles y jueves a las 21:00 horas (KST). También está disponible en la plataforma Prime Video para algunas regiones del mundo.

## Sinopsis
Para hacer frente a las cuantiosas facturas del hospital donde está internada su hija, Kim Myung-joon, desesperado, trata de llevar a cabo el secuestro de una niña con el propósito de pedir el rescate; sin embargo, de manera sorpresiva acaba siendo perseguido por la policía como sospechoso de asesinato.

## Reparto

### Principal
- Yoon Kye-sang como Kim Myung-joon, un padre desesperado que está siendo perseguido como sospechoso de asesinato cuando se ve atrapado en un incidente mientras planea torpemente un secuestro para pagar las facturas del hospital de su hija.[1][3][4]
  - Oh Seung-jun como Kim Myung-joon de joven.[5]
- Park Sung-hoon como Park Sang-yoon, un detective de homicidios que persigue a Myung-joon.[1][6][7][8]
- Yu-na como Choi Ro-hee: una niña genial de 11 años que ha perdido la memoria y supera la crisis formando un extraño vínculo con el secuestrador Kim Myung-jun.[1][9]
- Kim Shin-rok como Seo Hye-eun, la exmujer de Myung-joon.[1][7][10]
- Kim Sang-ho como Park Cheol-won, empleado de una empresa de seguridad.[1][11]
- Seo Jae-hee como Mo Eun-seon, una neurocirujana que trabaja estrechamente con Ro-hee.[1][12][13]
- Kang Young-seok como Jayden, administrador de fondos de inversión.[1]

### Secundario
- Woo Ji-hyun como Choi Taek-gyun, un abogado.[14]
- Jung Soon-won como Chae Jung-man, un detective compañero de Sang-yoon.[15]
- Go Ha como So Jin-yu, la madre de Ro-hee[16]
- Jeon Kwang-jin como Choi Jin-tae, el padre de Ro-hee, director del Hospital Hyegwang.[17]
- Kim Dong-won como Ho-young.[18]
- Choi Eun-woo como Kim Hee-ae, la hija de Myung-joon y Hye-eun.[19]
- Song Jae-ryong como Beonggeoji.[20]
- Min Kyung-jin como Gi-sun.[19]
- Park Jin-woo como Jung-do.[19]
- Kwak Ja-hyung como el jefe del equipo policial a cargo del caso de Ro-hee.[21]

### Apariciones especiales
- Joo Hyun-young como una empleada de un comercio de informática (ep. 10).[22]
- Kang Ha-neul como un abogado (ep. 12).[23]

## Producción
La serie está basada en la novela de idéntico título coreano, escrita por Jung Hae-yeon. Está dirigida por Park Yoo-young sobre un guion de Kim Je-young. Para la elección del personaje de Ro-hee, la productora A Story anunció el 18 de octubre de 2022 que estaba buscando una actriz y que las audiciones se realizarían en Seúl y Busan a finales del mismo mes. Al final, fue elegida la joven actriz Yu-na, que superó la competencia de quinientas candidatas.
A mediados de febrero de 2023 se dio por cerrado el reparto y comenzó el rodaje. El 14 de junio se publicaron imágenes de la lectura del guion, así como el cartel principal con los dos protagonistas. El 18 de julio se lanzó un cartel ilustrado explicativo de la trama y los personajes. También se lanzaron hasta tres adelantos de la serie, el primero el 7 de agosto y el último el 21 del mismo mes.
Como parte de la promoción de la serie, Yoon Kye-sang, Park Sung-hoon, Yu-na y Kim Shin-rok participaron en una sesión fotográfica para la revista Vogue Korea, que se publicaría en su número de septiembre.

## Audiencia
Aunque la serie comenzó débilmente, con poco más del 1 % de audiencia nacional, fue creciendo paulatinamente hasta superar el 5 % con el último episodio, ocupando el primer lugar en su franja horaria entre todos los canales generales y de cable, por lo que fue considerada un éxito por ENA.
| Temporada | Temporada | Episodio número | Episodio número | Episodio número | Episodio número | Episodio número | Episodio número | Episodio número | Episodio número | Episodio número | Episodio número | Episodio número | Episodio número | Promedio |
| Temporada | Temporada | 1               | 2               | 3               | 4               | 5               | 6               | 7               | 8               | 9               | 10              | 11              | 12              | Promedio |
| --------- | --------- | --------------- | --------------- | --------------- | --------------- | --------------- | --------------- | --------------- | --------------- | --------------- | --------------- | --------------- | --------------- | -------- |
|           | 1         | 417             | 321             | 658             | 696             | 798             | 708             | 813             | 925             | 946             | 997             | 953             | 1178            | 784      |

| Episodio | Fecha de emisión         | Índice de audiencia Nielsen Korea | Índice de audiencia Nielsen Korea |
| Episodio | Fecha de emisión         | Nacional                          | Seúl                              |
| --- | ------------------------ | --------------------------------- | --------------------------------- |
| 1 | 13 de septiembre de 2023 | 1,833 % (4.ª)                     | 1,840 % (4.ª)                     |
| 2 | 14 de septiembre de 2023 | 1,450 % (5.ª)                     | 1,445 % (5.ª)                     |
| 3 | 20 de septiembre de 2023 | 3,094 % (3.ª)                     | 2,713 % (3.ª)                     |
| 4 | 21 de septiembre de 2023 | 3,605 % (1.ª)                     | 3,382 % (1.ª)                     |
| 5 | 27 de septiembre de 2023 | 3,495 % (2.ª)                     | 3,452 % (3.ª)                     |
| 6 | 28 de septiembre de 2023 | 3,195 % (1.ª)                     | 3,548 % (2.ª)                     |
| 7 | 5 de octubre de 2023     | 3,955 % (1.ª)                     | 4,038 % (1.ª)                     |
| 8 | 11 de octubre de 2023    | 4,144 % (1.ª)                     | 4,439 %(2.ª)                      |
| 9 | 12 de octubre de 2023    | 4,177 % (1.ª)                     | 4,258 % (1.ª)                     |
| 10 | 18 de octubre de 2023    | 4,262 % (1.ª)                     | 4,345 % (1.ª)                     |
| 11 | 19 de octubre de 2023    | 4,269 % (1.ª)                     | 4,522 % (1.ª)                     |
| 12 | 25 de octubre de 2023    | 5,245 % (1.ª)                     | 5,495 % (v)                       |
| Promedio | Promedio                 | 3,560 %                           | 3,623 %                           |
| - En la tabla superior, los números azules representan las calificaciones más bajas y los números rojos representan las más altas. - Esta serie se transmite en un canal de cable/televisión de pago, que normalmente tiene una audiencia menor respecto a las emisoras de televisión públicas/gratuitas (KBS, SBS, MBC y EBS). |                          |                                   |                                   |